# Planningtorock

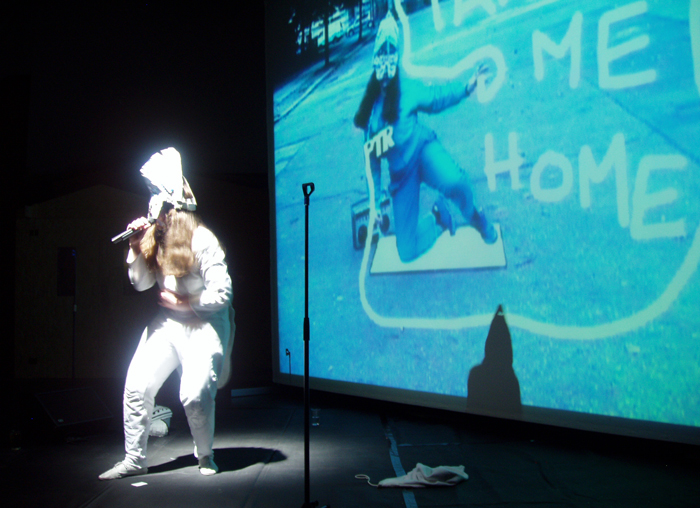
Planningtorock (2007) – Maske und Aufmachung dienen auch der geschlechtlichen Verfremdung

Planningtorock (geboren 1971 in Bolton/Greater Manchester als Janine Rostron, später Jam Rostron,) ist eine englische, nichtbinäre Person, die Musik macht und produziert sowie im Bereich Performance und Multimediakunst tätig ist. Planningtorock macht Gebrauch von Sound-Verfremdungen sowie Masken und Licht-Installationen, um „Geschlechtlichkeit im Fluss“ zum Ausdruck zu bringen (vergleiche Genderfluide Geschlechtsidentität).

## Leben
Planningtorock wuchs auf im nordenglischen Bolton (bei Manchester), lernte Violine und begann mit 16 Jahren, eigene Musik zu produzieren. An der Kunsthochschule Art Academy Sheffield studierte Planningtorock Video Art (Videokunst), kam 2002 nach Berlin und lebt und arbeitet dort.
Als persönliches Pronomen bevorzugt Planningtorock die deutsche geschlechtsneutrale Neuform „sier“ (als Zusammenziehung von „sie“ und „er“).

## Kreatives Schaffen
In Planningtorocks musikalischem und performerischem Werk stehen feministische Themen wie Geschlechterrollen, Misogynie (Frauenfeindlichkeit) und das Patriarchat im Vordergrund.
2006 erschien das Debüt-Album Have It all bei Chicks on Speed Records. 2010 realisierte Planningtorock zusammen mit Mount Sims und der Band The Knife die Oper Tomorrow, In a Year für die dänische Performance-Gruppe Hotel Pro Forma. Ein Tonträger dazu erschien bei Mute Records. Im selben Jahr ging Planningtorock mit LCD Soundsystem auf Tour und bekam auf dessen Plattenlabel DFA Records einen Vertrag.
Zentrales Element der elektronischen Effektproduktionen ist die Verfremdung der Singstimme, um sie geschlechtlich uneindeutig erscheinen zu lassen; an dieser maschinellen Vereinigung männlicher und weiblicher Merkmale (Androgynisierung) arbeitet Planningtorock seit 2014.

## Diskografie

### Alben
- Have It all (2006)
- Tomorrow, In a Year (mit The Knife und Mount Sims) (2010)
- W (2011)[6]
- All Love's Legal (2014)[5]
- Powerhouse (2018)[1]

### EPs
- Eins (2004)
- Topics on a Foreign Mind (2004)
- Have It all Stringed Up (2006)
- Misogyny Drop Dead (2013)

### Singles
- Changes / I Wanna Bite Ya (2005)
- Doorway (2011)
- The Breaks (2011)
- Living it Out (2011)
- Patriarchy Over & Out (2012)
- Human Drama (2014)
- Transome (2018)[1]

### Remixe
- The Knife – „Marble House“ (2006)
- Telepathe – „Devil's Trident“ (2008)
- CREEP featuring Nina Sky – „You“ (2011)